# Еджертон (Вісконсин)
Еджертон (англ. Edgerton) — місто (англ. city) в США, в округах Рок і Дейн штату Вісконсин. Населення — 5945 осіб (2020).

## Географія
Еджертон розташований за координатами 42°50′18″ пн. ш. 89°4′16″ зх. д. / 42.83833° пн. ш. 89.07111° зх. д. (42.838233, -89.071084).  За даними Бюро перепису населення США в 2010 році місто мало площу 10,74 км², з яких 10,73 км² — суходіл та 0,01 км² — водойми.

## Демографія
Згідно з переписом 2010 року, у місті мешкала 5461 особа в 2227 домогосподарствах у складі 1426 родин. Густота населення становила 508 осіб/км².  Було 2410 помешкань (224/км²).
Расовий склад населення:
| - 94,9 % — білих - 0,9 % — чорних або афроамериканців - 0,8 % — корінних американців - 0,5 % — азіатів - 1,4 % — осіб інших рас |

До двох чи більше рас належало 1,4 %. Частка іспаномовних становила 4,1 % від усіх жителів.
За віковим діапазоном населення розподілялося таким чином: 26,0 % — особи молодші 18 років, 61,3 % — особи у віці 18—64 років, 12,7 % — особи у віці 65 років та старші. Медіана віку мешканця становила 35,7 року. На 100 осіб жіночої статі у місті припадало 95,3 чоловіків;  на 100 жінок у віці від 18 років та старших — 93,8 чоловіків також старших 18 років.
Середній дохід на одне домашнє господарство  становив 61 000 доларів США (медіана — 53 125), а середній дохід на одну сім'ю — 74 323 долари (медіана — 75 194). Медіана доходів становила 47 125 доларів для чоловіків та 36 806 доларів для жінок. За межею бідності перебувало 13,8 % осіб, у тому числі 19,3 % дітей у віці до 18 років та 18,8 % осіб у віці 65 років та старших.
Цивільне працевлаштоване населення становило 2914 осіб. Основні галузі зайнятості: виробництво — 16,7 %, освіта, охорона здоров'я та соціальна допомога — 16,3 %, роздрібна торгівля — 10,6 %, науковці, спеціалісти, менеджери — 9,7 %.